# Witków (Świdnica)
Pour les articles homonymes, voir Witków.
Witków est une localité polonaise de la gmina de Jaworzyna Śląska, située dans le powiat de Świdnica en voïvodie de Basse-Silésie.

## Histoire
De 1742 à 1945, Wickendorf fait partie de l'arrondissement de Schweidnitz dans le district de Breslau au sein de la province de Silésie.